# Robert Craft
Robert Craft (Kingston, 20 ottobre 1923 – Gulf Stream, 10 novembre 2015) è stato un direttore d'orchestra e scrittore statunitense.

## Biografia
Nato a Kingston nello stato di New York, studiò musica alla Juilliard School. Si interessò inizialmente soprattutto alla Musica antica, con particolare interesse per Claudio Monteverdi e Gesualdo da Venosa; successivamente si dedicò alla musica del novecento studiando i musicisti della Seconda scuola di Vienna. Craft è noto in particolare per aver legato il suo nome alla stretta collaborazione con il compositore e direttore d'orchestra Igor' Stravinskij, iniziata nel 1948 e terminata con la morte del compositore nel 1971. Craft fu segretario, consigliere, direttore di prove, collaboratore e coautore nella stesura di alcuni volumi di dialoghi e memorie con il celebre musicista.

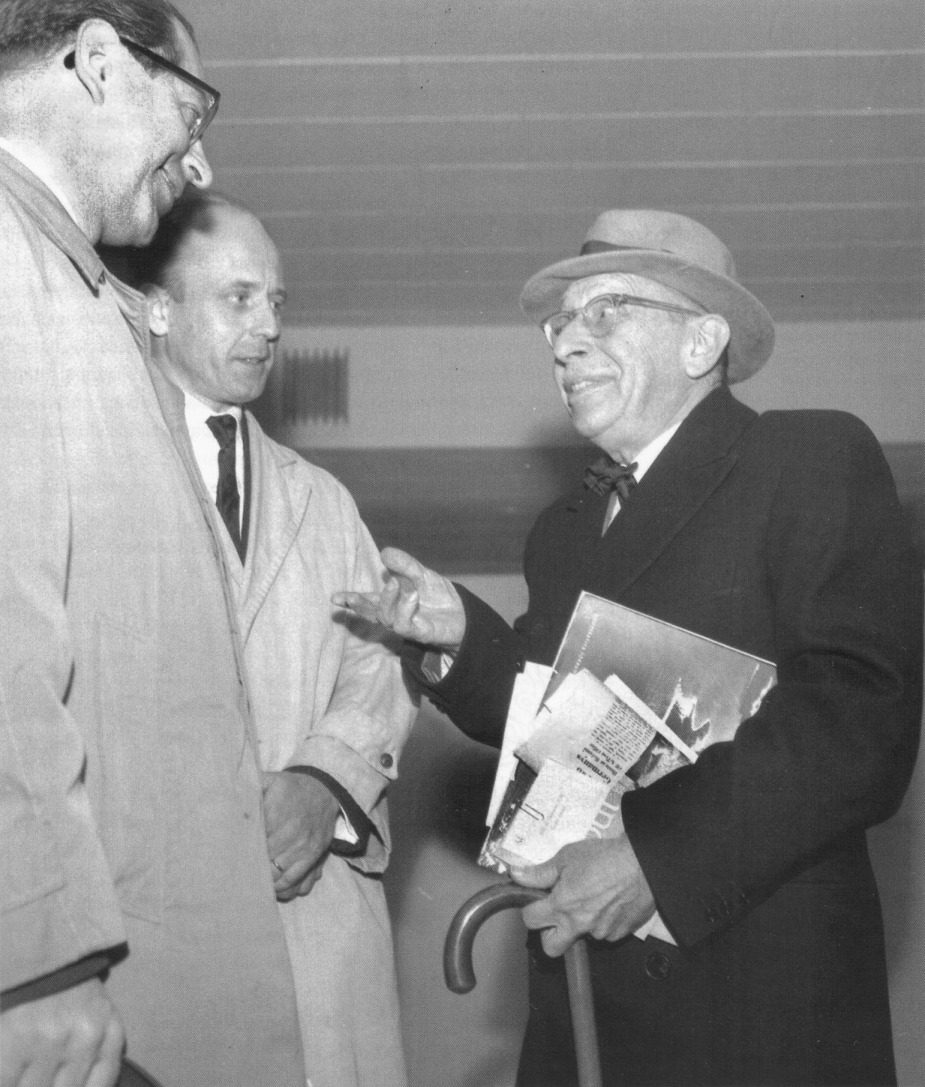
Robert Craft (a sinistra) con Kai Maasalo e Stravinskij (a destra) nella loro visita ad Helsinki nel 1961.